# Saint-Paul-du-Bois
Saint-Paul-du-Bois là một xã thuộc tỉnh Maine-et-Loire trong vùng Pays de la Loire phía tây nước Pháp. Xã này nằm ở khu vực có độ cao trung bình 208 mét trên mực nước biển.